# Gryllacris piracicabae
Gryllacris piracicabae is een rechtvleugelig insect uit de familie Gryllacrididae. De wetenschappelijke naam van deze soort is voor het eerst geldig gepubliceerd in 1975 door Piza. Zoals de naam aangeeft, komt deze soort voor in de gemeente Piracicaba in de Braziliaanse deelstaat São Paulo.